# 小行星2381
小行星2381（2381 Landi）是一颗围绕太阳公转的小行星。1976年1月3日，菲利克斯·阿吉拉爾天文台在圣胡安省发现了此天体。
該小行星以阿根廷天文學家豪爾赫·蘭迪·德西（Jorge Landi Dessy）命名。
这颗小行星的绝对星等为278.26048等。